# Эрлифт

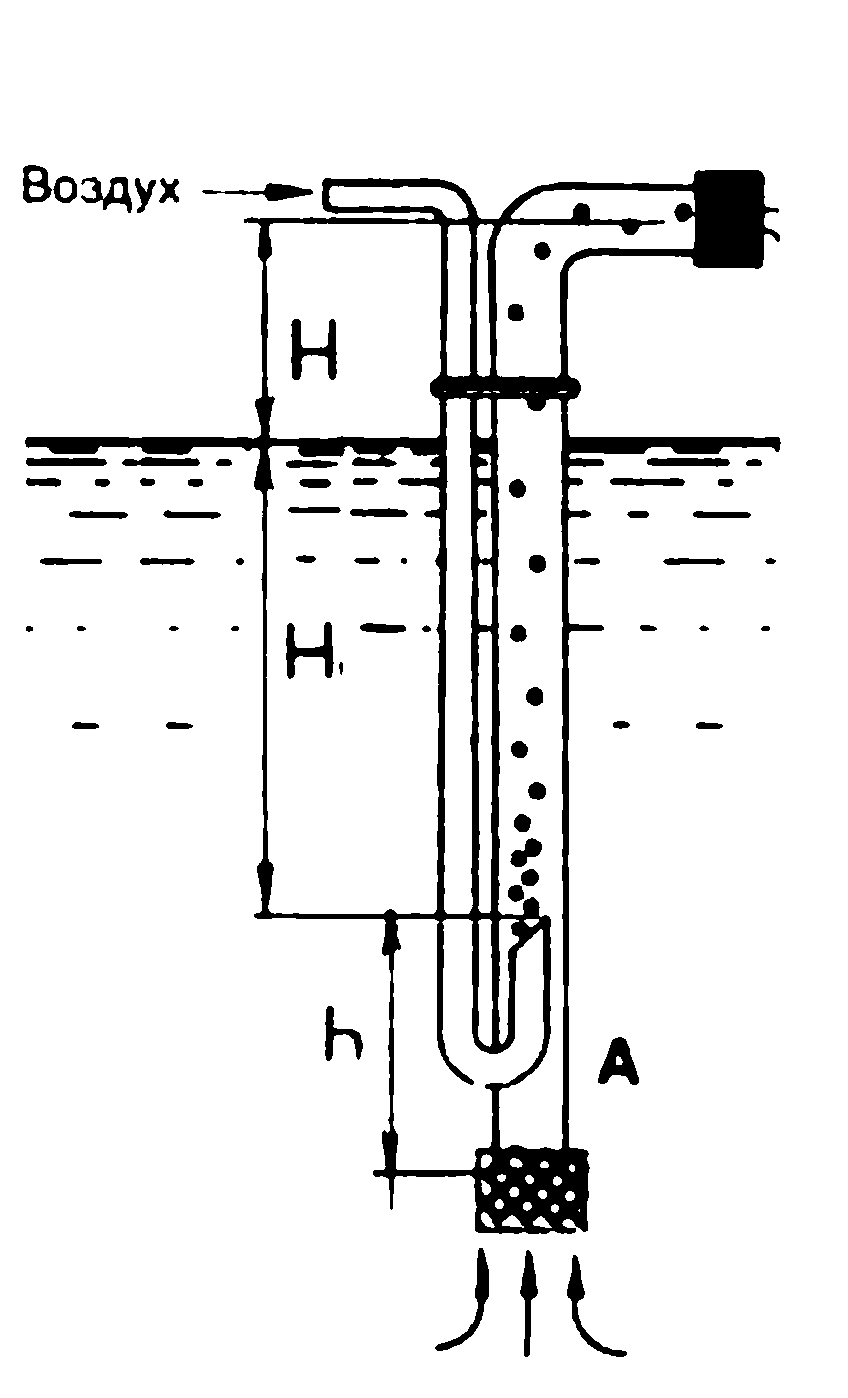
Эрлифт

Эирлифт (англ. air — воздух, lift — поднимать) — разновидность струйного насоса. Состоит из вертикальной трубы, в нижнюю часть которой, опущенной в жидкость, вводят газ под давлением. Образовавшаяся в трубе пена (смесь жидкости и пузырьков) будет подниматься благодаря разности удельных масс пены и жидкости. Естественно, что пена тем легче, чем в ней больше пузырьков.
Теория газлифта рассчитывает движение газожидкостной смеси в вертикальной трубе на основании дифференциального уравнения Бернулли для гомогенной сжимаемой среды.

## История
Впервые идею предложил немецкий горный инженер Карл Лёшер в 1797 году. Однако слабое развитие компрессорной техники того периода ограничило распространение технологии.
Практическое применение эрлифта и создание теоретической базы расчета конструкций для транспортировки жидкостей началось с конца XIX века. Заметный вклад внесли Ю. Поле, профессор высшей технической школы в Берлине Иоссе, Лоренц (1909), Перени (1911), Кербе (1912), Верслуис (1929), Гибсон (1930), Лейбензон (1931), Гослайн (1936), Крамер (1936), В. Г. Гейер (1945) и другие.
Одно из первых промышленных применений эрлифтов в нефтяной промышленности началось на Бакинском месторождении нефти с 1897 года. Способ был предложен русскими инженерами Шуховым и Бари, о нём упоминал в 1886 году известный химик Д. И. Менделеев. В этих эрлифтах применяли сжатый воздух, позднее нашёл применение естественный или попутный газ.
Известны такие экзотические применения эрлифта для разгрузки рыбы из шаланд на Балтийском море, для добычи гравия, для речного дноуглубления.

## Область применения эрлифтов
Эрлифты применяются:
1. для подачи активного циркуляционного ила/и подъёма сточной жидкости на небольшую высоту на канализационных очистных сооружениях;
2. для подачи химических реагентов на водопроводных очистных сооружениях;
3. для подачи воды из скважин;
4. наиболее важной отраслью применения эрлифтов является нефтедобывающая.
5. Раньше аэрлифт был очень популярен в аквариумистике, где использовался для создания потока воды через фильтр. Такой аэрлифтный фильтр легко изготовить из подручных средств. В нынешнее время чаще применяются погружные центробежные насосы с герметичным однофазным синхронным двигателем с возбуждением от постоянного магнита, ротор и рабочее колесо собраны в одну единую сборочную единицу - ротор помпы. Ротор может начать вращаться в любую сторону, но суживающийся канал у такой помпы симметричный, а не в виде "улитки", так что это не критично.

Опыт показал, что наряду с некоторыми недостатками (сравнительно малый кпд, невозможность подъёма жидкости с малой глубины), эрлифты обладают рядом достоинств, особенно сильно проявляющихся в очистных сооружениях:
- простота устройства;
- отсутствие движущихся частей;
- возможность содержания взвеси в транспортируемой жидкости;
- сжатый воздух из воздуходувок в качестве источника энергии[2].